# Football League 100 Legends
La Football League 100 Legends és una llista de 100 jugadors de futbol llegendaris creada per la Football League el 1998.

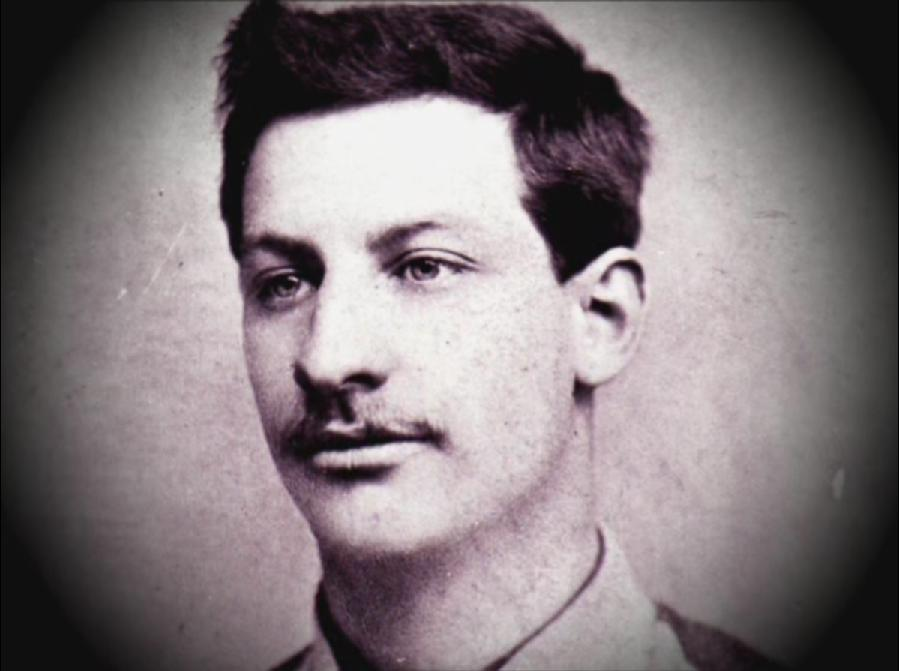
Billy Bassett

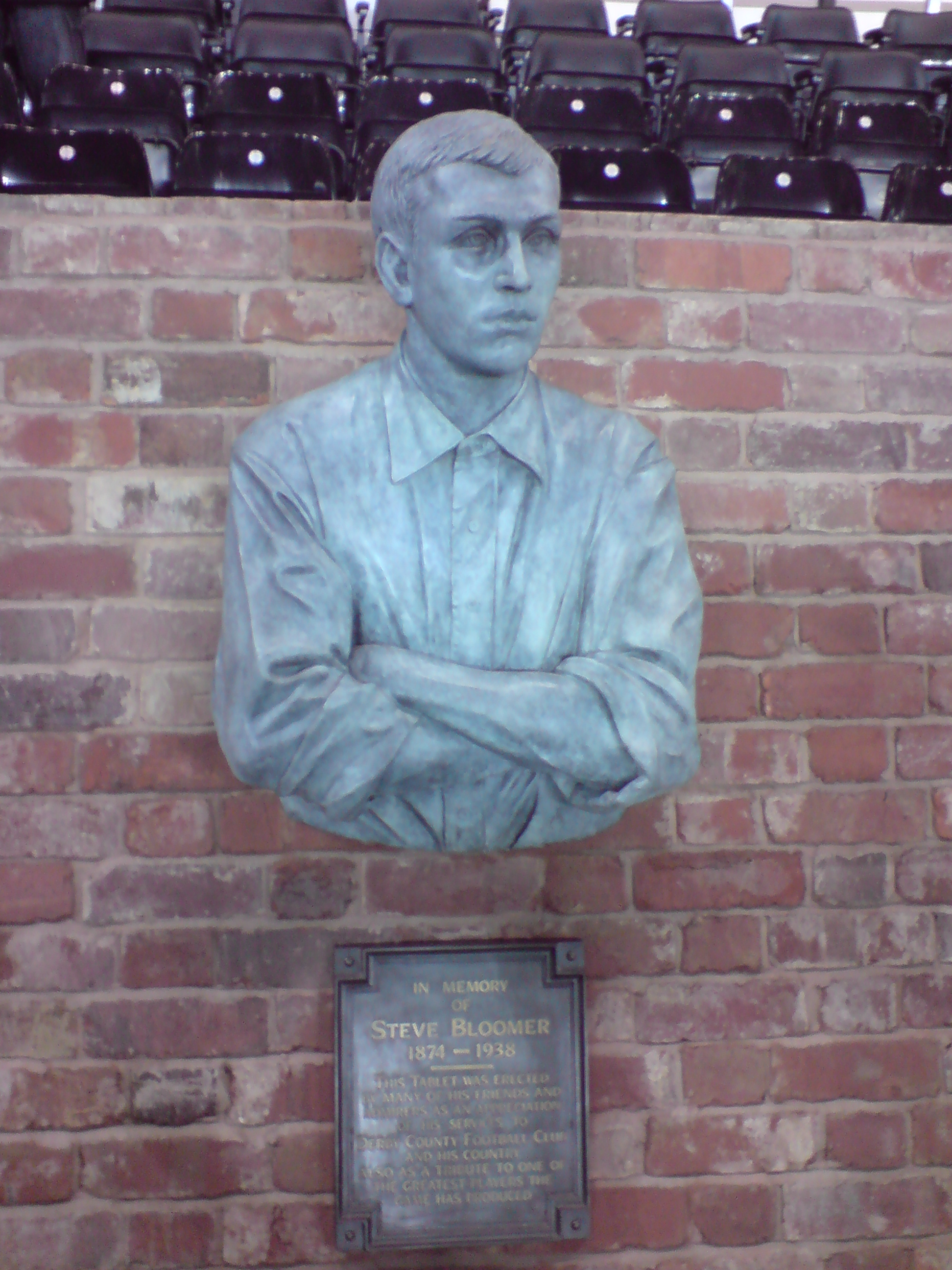
Estàtua de Steve Bloomer

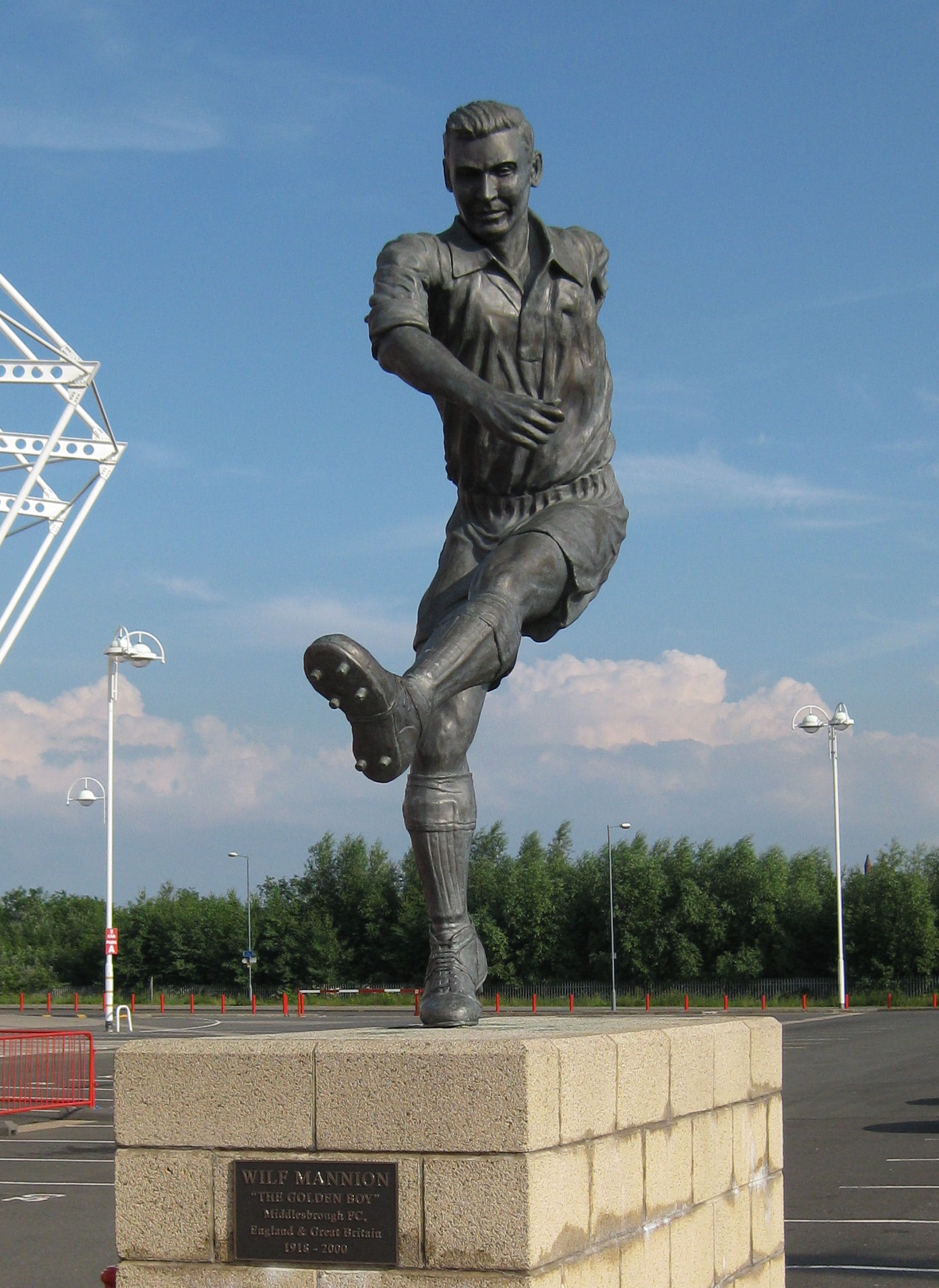
Estàtua de Wilf Mannion

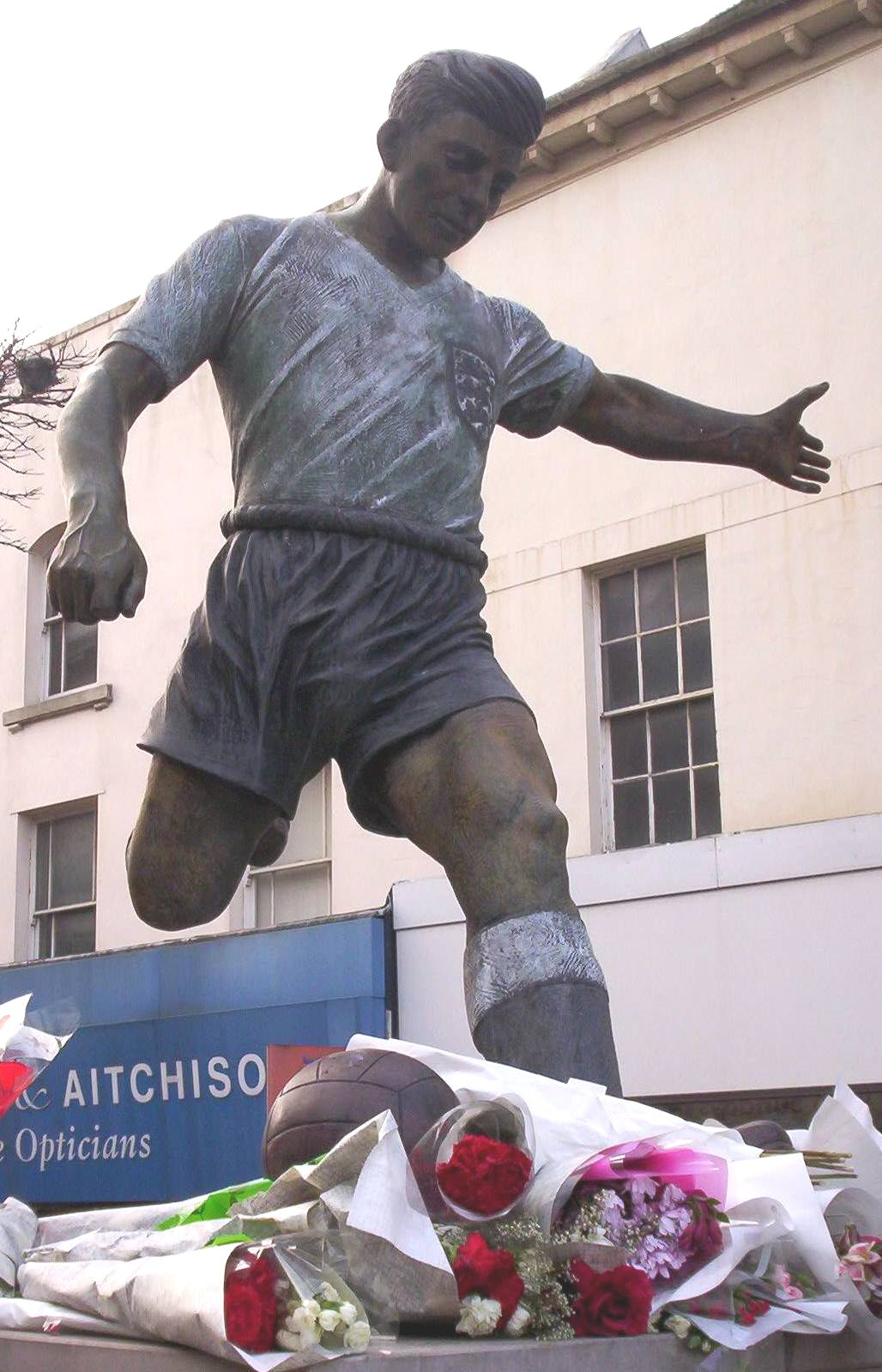
Estàtua de Duncan Edwards

| Jugador            | Club | Carrera   |
| ------------------ | --- | --------- |
| Billy Bassett      | West Bromwich Albion | 1888-1890 |
| Archie Hunter      | Aston Villa | 1888-1891 |
| John Goodall       | Preston North End, Derby County, New Brighton Tower, Glossop North End                                                     | 1888-1904 |
| Steve Bloomer      | Derby County, Middlesbrough                                                                                                | 1892-1915 |
| Billy Meredith     | Northwich Victoria, Manchester City, Manchester United                                                                     | 1893-1925 |
| Bob Crompton       | Blackburn Rovers | 1896-1921 |
| William Foulke     | Sheffield United, Chelsea, Bradford City                                                                                   | 1894-1908 |
| Alf Common         | Sunderland, Sheffield United, Middlesbrough, Arsenal, Preston North End                                                    | 1900-1915 |
| Sam Hardy          | Chesterfield, Liverpool, Aston Villa, Nottingham Forest                                                                    | 1902-1926 |
| Bill McCracken     | Newcastle United | 1904-1924 |
| Viv Woodward       | Tottenham Hotspur, Chelsea                                                                                                 | 1908-1915 |
| Clem Stephenson    | Aston Villa, Huddersfield Town                                                                                             | 1910-1930 |
| Charles Buchan     | Sunderland, Arsenal | 1910-1929 |
| Elisha Scott       | Liverpool | 1912-1934 |
| Dixie Dean         | Tranmere Rovers, Everton, Notts County                                                                                     | 1923-1939 |
| George Camsell     | Durham City, Middlesbrough                                                                                                 | 1924-1939 |
| Hughie Gallacher   | Newcastle United, Chelsea, Derby County, Notts County, Grimsby Town, Gateshead                                             | 1925-1939 |
| Harry Hibbs        | Birmingham, Bristol City                                                                                                   | 1925-1939 |
| Alex James         | Preston North End, Arsenal                                                                                                 | 1925-1938 |
| Eddie Hapgood      | Arsenal | 1927-1939 |
| Cliff Bastin       | Exeter City, Arsenal | 1927-1948 |
| Wilf Copping       | Leeds United, Arsenal | 1930-1939 |
| David Jack         | Plymouth Argyle, Bolton Wanderers, Arsenal                                                                                 | 1930-1935 |
| Stanley Matthews   | Stoke City, Blackpool | 1931-1966 |
| Ted Drake          | Southampton, Arsenal | 1931-1939 |
| Joe Mercer         | Everton, Arsenal | 1932-1954 |
| Raich Carter       | Sunderland, Derby County, Hull City                                                                                        | 1932-1953 |
| Peter Doherty      | Blackpool, Manchester City, Derby County, Huddersfield Town, Doncaster Rovers                                              | 1933-1954 |
| Frank Swift        | Manchester City | 1933-1951 |
| Tommy Lawton       | Burnley, Everton, Chelsea, Notts County, Brentford, Arsenal                                                                | 1935-1957 |
| Wilf Mannion       | Middlesbrough, Hull City                                                                                                   | 1936-1956 |
| George Hardwick    | Middlesbrough, Oldham Athletic                                                                                             | 1937-1956 |
| Johnny Carey       | Manchester United | 1937-1954 |
| Stan Mortensen     | Blackpool, Hull City, Southport                                                                                            | 1938-1958 |
| Neil Franklin      | Stoke City, Hull City, Crewe Alexandra, Stockport County                                                                   | 1946-1958 |
| Trevor Ford        | Swansea City, Aston Villa, Sunderland, Cardiff City, Newport County                                                        | 1946-1961 |
| Nat Lofthouse      | Bolton Wanderers | 1946-1961 |
| Tom Finney         | Preston North End | 1946-1960 |
| Alf Ramsey         | Southampton, Tottenham Hotspur                                                                                             | 1946-1955 |
| Len Shackleton     | Bradford (Park Avenue), Newcastle United, Sunderland                                                                       | 1946-1958 |
| Jimmy Dickinson    | Portsmouth | 1946-1965 |
| Arthur Rowley      | West Bromwich Albion, Fulham, Leicester City, Shrewsbury Town                                                              | 1946-1965 |
| Billy Liddell      | Liverpool | 1946-1961 |
| Billy Wright       | Wolverhampton Wanderers | 1946-1959 |
| Jackie Milburn     | Newcastle United | 1946-1957 |
| John Charles       | Leeds United, Cardiff City                                                                                                 | 1948-1966 |
| Ivor Allchurch     | Swansea Town, Newport County, Cardiff City, Newcastle United                                                               | 1948-1968 |
| Danny Blanchflower | Barnsley, Aston Villa, Tottenham Hotspur                                                                                   | 1948-1964 |
| Bert Trautmann     | Manchester City | 1949-1964 |
| Jimmy McIlroy      | Burnley, Stoke City, Oldham Athletic                                                                                       | 1950-1968 |
| Tommy Taylor       | Barnsley, Manchester United                                                                                                | 1950-1958 |
| Cliff Jones        | Swansea Town, Tottenham Hotspur, Fulham                                                                                    | 1952-1970 |
| Johnny Haynes      | Fulham | 1952-1970 |
| Duncan Edwards     | Manchester United | 1953-1958 |
| Jimmy Armfield     | Blackpool | 1954-1971 |
| Terry Paine        | Southampton, Hereford United                                                                                               | 1956-1977 |
| Bobby Charlton     | Manchester United, Preston North End                                                                                       | 1956-1975 |
| Jimmy Greaves      | Chelsea, Tottenham Hotspur, West Ham United                                                                                | 1957-1971 |
| Denis Law          | Huddersfield Town, Manchester City, Manchester United                                                                      | 1956-1974 |
| Gordon Banks       | Chesterfield, Leicester City, Stoke City                                                                                   | 1958-1973 |
| Dave Mackay        | Tottenham Hotspur, Derby County, Swindon Town                                                                              | 1958-1972 |
| Bobby Moore        | West Ham United, Fulham | 1958-1977 |
| Alan Mullery       | Fulham, Tottenham Hotspur                                                                                                  | 1958-1976 |
| Geoff Hurst        | West Ham United, Stoke City, West Bromwich Albion                                                                          | 1959-1976 |
| Nobby Stiles       | Manchester United, Middlesbrough, Preston North End                                                                        | 1959-1974 |
| Johnny Giles       | Manchester United, Leeds United, West Bromwich Albion                                                                      | 1959-1977 |
| Billy Bremner      | Leeds United, Hull City, Doncaster Rovers                                                                                  | 1959-1982 |
| Frank McLintock    | Leicester City, Arsenal, Queens Park Rangers                                                                               | 1959-1977 |
| Alex Young         | Everton, Stockport County                                                                                                  | 1960-1969 |
| Martin Peters      | West Ham United, Tottenham Hotspur, Norwich City, Sheffield United                                                         | 1960-1981 |
| Thomas Smith       | Liverpool, Swansea City | 1962-1979 |
| Norman Hunter      | Leeds United, Bristol City, Barnsley                                                                                       | 1962-1983 |
| Pat Jennings       | Watford, Tottenham Hotspur, Arsenal                                                                                        | 1962-1985 |
| Alan Ball          | Blackpool, Everton, Arsenal, Southampton, Bristol Rovers                                                                   | 1962-1984 |
| Colin Bell         | Bury, Manchester City | 1963-1979 |
| George Best        | Manchester United, Stockport County, Fulham, Bournemouth                                                                   | 1963-1983 |
| Peter Shilton      | Leicester City, Stoke City, Nottingham Forest, Southampton, Derby County, Plymouth Argyle, Bolton Wanderers, Leyton Orient | 1965-1997 |
| Ray Clemence       | Scunthorpe United, Liverpool, Tottenham Hotspur                                                                            | 1965-1988 |
| Malcolm Macdonald  | Fulham, Luton Town, Newcastle United, Arsenal                                                                              | 1968-1977 |
| Kevin Keegan       | Scunthorpe United, Liverpool, Southampton, Newcastle United                                                                | 1968-1984 |
| Trevor Francis     | Birmingham City, Nottingham Forest, Manchester City, Queens Park Rangers, Sheffield Wednesday                              | 1970-1995 |
| Graeme Souness     | Middlesbrough, Liverpool                                                                                                   | 1972-1984 |
| Liam Brady         | Arsenal, West Ham United                                                                                                   | 1973-1990 |
| Glenn Hoddle       | Tottenham Hotspur, Swindon Town, Chelsea                                                                                   | 1974-1996 |
| Bryan Robson       | West Bromwich Albion, Manchester United, Middlesbrough                                                                     | 1974-1997 |
| Alan Hansen        | Liverpool | 1977-1990 |
| Kenny Dalglish     | Liverpool | 1977-1990 |
| Gary Lineker       | Leicester City, Everton, Tottenham Hotspur                                                                                 | 1978-1993 |
| Ian Rush           | Chester City, Liverpool, Leeds United, Newcastle United                                                                    | 1978-1998 |
| Ossie Ardiles      | Tottenham Hotspur, Blackburn Rovers, Queens Park Rangers, Swindon Town                                                     | 1978-1990 |
| Neville Southall   | Bury, Port Vale, Everton, Torquay United, Stoke City                                                                       | 1980-1998 |
| Paul McGrath       | Manchester United, Aston Villa, Derby County                                                                               | 1981-1998 |
| John Barnes        | Watford, Liverpool, Newcastle United                                                                                       | 1981-1998 |
| Tony Adams         | Arsenal | 1983-2002 |
| Paul Gascoigne     | Newcastle United, Tottenham Hotspur, Middlesbrough, Everton                                                                | 1984-1998 |
| Alan Shearer       | Southampton, Blackburn Rovers, Newcastle United                                                                            | 1987-2006 |
| Ryan Giggs         | Manchester United | 1990-2014 |
| Eric Cantona       | Leeds United, Manchester United                                                                                            | 1991-1997 |
| Peter Schmeichel   | Manchester United, Aston Villa, Manchester City                                                                            | 1991-2003 |
| Dennis Bergkamp    | Arsenal | 1995-2006 |